# فيليبا بوينز
فيليبا بوينز (بالإنجليزية: Philippa Boyens) (و. القرن 20  م) هي كاتبة سيناريو، ومنتجة أفلام، من نيوزيلندا، ولدت في نيوزيلندا.

## التعليم
تعلمت في جامعة أوكلاند.

## جوائز وترشيحات
حصلت على جوائز منها:
- BAFTA Award for Best Adapted Screenplay [الإنجليزية]‏، عن عمل: سيد الخواتم: عودة الملك (2004)
- جائزة هوغو لأفضل عرض درامي قصير  [لغات أخرى]‏ (2004)
- جائزة هوغو لأفضل عرض مسرحي  [لغات أخرى]‏، عن عمل: سيد الخواتم: عودة الملك (2004)
- Nebula Award for Best Script [الإنجليزية]‏، عن عمل: سيد الخواتم: عودة الملك (2004)
- Nebula Award for Best Script [الإنجليزية]‏، عن عمل: سيد الخواتم: البرجان (2003)
- جائزة هوغو لأفضل عرض مسرحي  [لغات أخرى]‏، عن عمل: سيد الخواتم: البرجان (2003)
- جائزة هوغو لأفضل عمل درامي، عن عمل: سيد الخواتم: رفقة الخاتم (2002)
- Nebula Award for Best Script [الإنجليزية]‏، عن عمل: سيد الخواتم: رفقة الخاتم (2002)
- Chlotrudis Award for Best Adapted Screenplay  [لغات أخرى]‏، عن عمل: سيد الخواتم: رفقة الخاتم (2001)
- جائزة الأوسكار لأفضل كتابة "سيناريو مقتبس"، عن عمل: سيد الخواتم: عودة الملك
- نيشان الاستحقاق لنيوزيلندا.

ترشحت لـ:
- جائزة هوغو لأفضل عرض مسرحي  [لغات أخرى]‏، عن عمل: الهوبيت: رحلة غير متوقعة (2013)
- BAFTA Award for Best Adapted Screenplay [الإنجليزية]‏، عن عمل: سيد الخواتم: عودة الملك (2004)
- Nebula Award for Best Script [الإنجليزية]‏، عن عمل: سيد الخواتم: عودة الملك (2004)
- Writers Guild of America Award for Best Adapted Screenplay [الإنجليزية]‏، عن عمل: سيد الخواتم: عودة الملك (2004)
- جائزة هوغو لأفضل عرض مسرحي  [لغات أخرى]‏، عن عمل: سيد الخواتم: عودة الملك (2004)
- جائزة هوغو لأفضل عرض درامي قصير  [لغات أخرى]‏ (2004)
- جائزة هوغو لأفضل عرض مسرحي  [لغات أخرى]‏، عن عمل: سيد الخواتم: البرجان (2003)
- Nebula Award for Best Script [الإنجليزية]‏، عن عمل: سيد الخواتم: البرجان (2003)
- Satellite Award for Best Adapted Screenplay [الإنجليزية]‏، عن عمل: سيد الخواتم: البرجان (2003)
- Satellite Award for Best Adapted Screenplay [الإنجليزية]‏، عن عمل: سيد الخواتم: رفقة الخاتم (2002)
- Nebula Award for Best Script [الإنجليزية]‏، عن عمل: سيد الخواتم: رفقة الخاتم (2002)
- جائزة هوغو لأفضل عمل درامي، عن عمل: سيد الخواتم: رفقة الخاتم (2002)
- BAFTA Award for Best Adapted Screenplay [الإنجليزية]‏، عن عمل: سيد الخواتم: رفقة الخاتم (2002)
- Writers Guild of America Award for Best Adapted Screenplay [الإنجليزية]‏، عن عمل: سيد الخواتم: رفقة الخاتم (2002)
- Bram Stoker Award for Best Screenplay [الإنجليزية]‏، عن عمل: سيد الخواتم: رفقة الخاتم (2002)
- Chlotrudis Award for Best Adapted Screenplay  [لغات أخرى]‏، عن عمل: سيد الخواتم: رفقة الخاتم (2001)
- جائزة الأوسكار لأفضل كتابة "سيناريو مقتبس"، عن عمل: سيد الخواتم: عودة الملك
- جائزة الأوسكار لأفضل كتابة "سيناريو مقتبس"، عن عمل: سيد الخواتم: رفقة الخاتم.

## وصلات خارجية
- فيليبا بوينز على موقع IMDb (الإنجليزية)
- فيليبا بوينز على موقع ألو سيني (الفرنسية)
- فيليبا بوينز على موقع ميوزك برينز (الإنجليزية)
- فيليبا بوينز على موقع أول موفي (الإنجليزية)
- فيليبا بوينز على موقع قاعدة بيانات الفيلم (الإنجليزية)